# Kyaikpun-Pagode

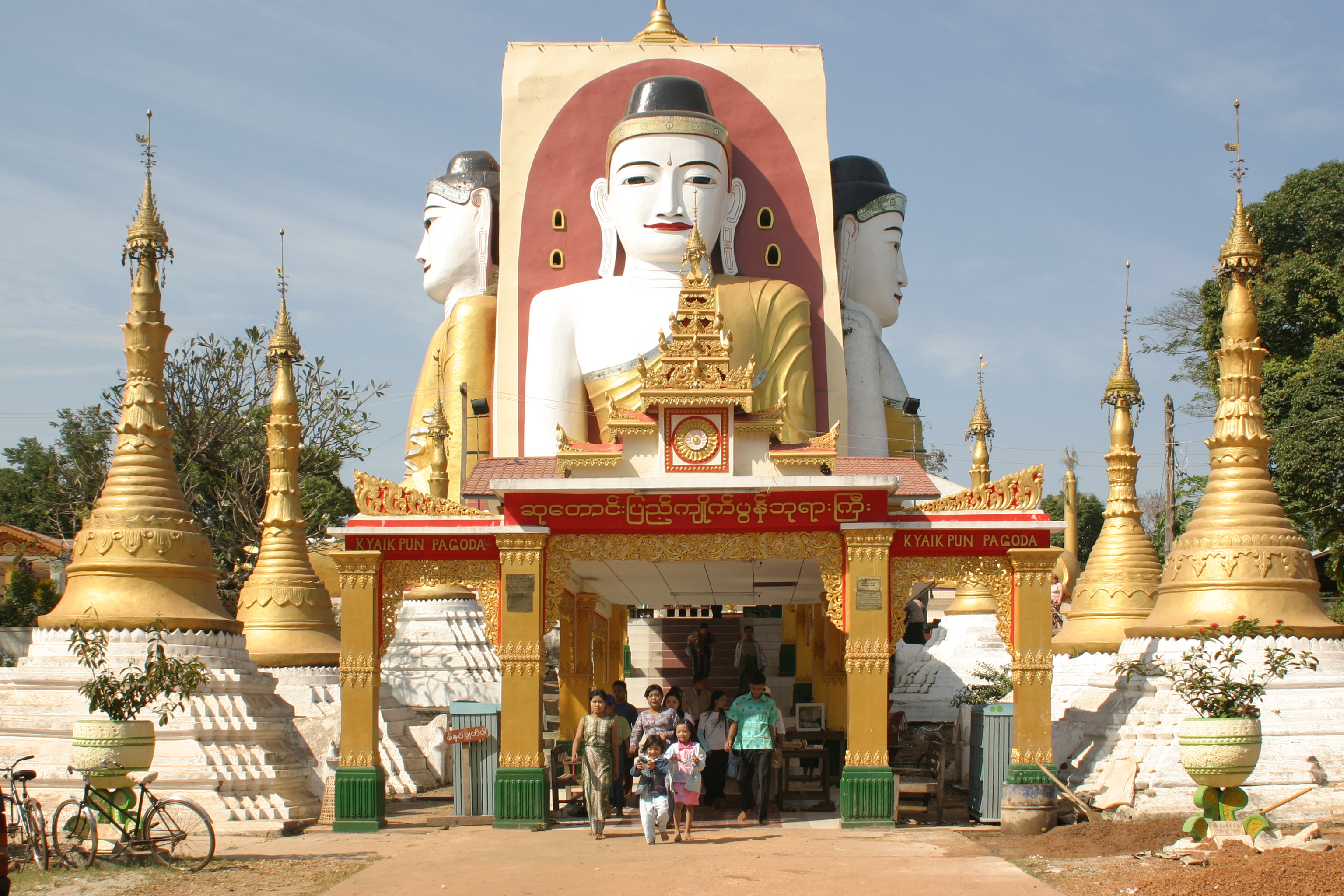
Kyaikpun-Buddhas, vor 2007

Die Kyaikpun-Pagode (birmanisch ကျိုက်ပွန်ဘုရား, sprich: tɕaiʔpʊ̀ɴ pʰəjá; deutsch: „vier Buddhas“) ist eine buddhistische Tempelanlage in Bago in Myanmar.

## Geschichte
Laut Legende wurde die Anlage im 7. Jahrhundert unserer Zeit von König Migadippa von Bago errichtet. Im 15. Jahrhundert ließ König Dhammazedi die Buddha-Figuren erneuern. Zu Anfang des 21. Jahrhunderts wurden die Figuren erneut renoviert.

## Beschreibung
Die Buddhas der vier Weltzeitalter Kakusandha, Konagamana, Kassapa und Gautama sitzen angelehnt an einen 30 m hohen quadratischen Pfeiler und schauen in die vier Haupthimmelsrichtungen: Kakusandha nach Osten, Konagamana nach Süden, Kassapa nach Westen und Gautama nach Norden.

## Galerie

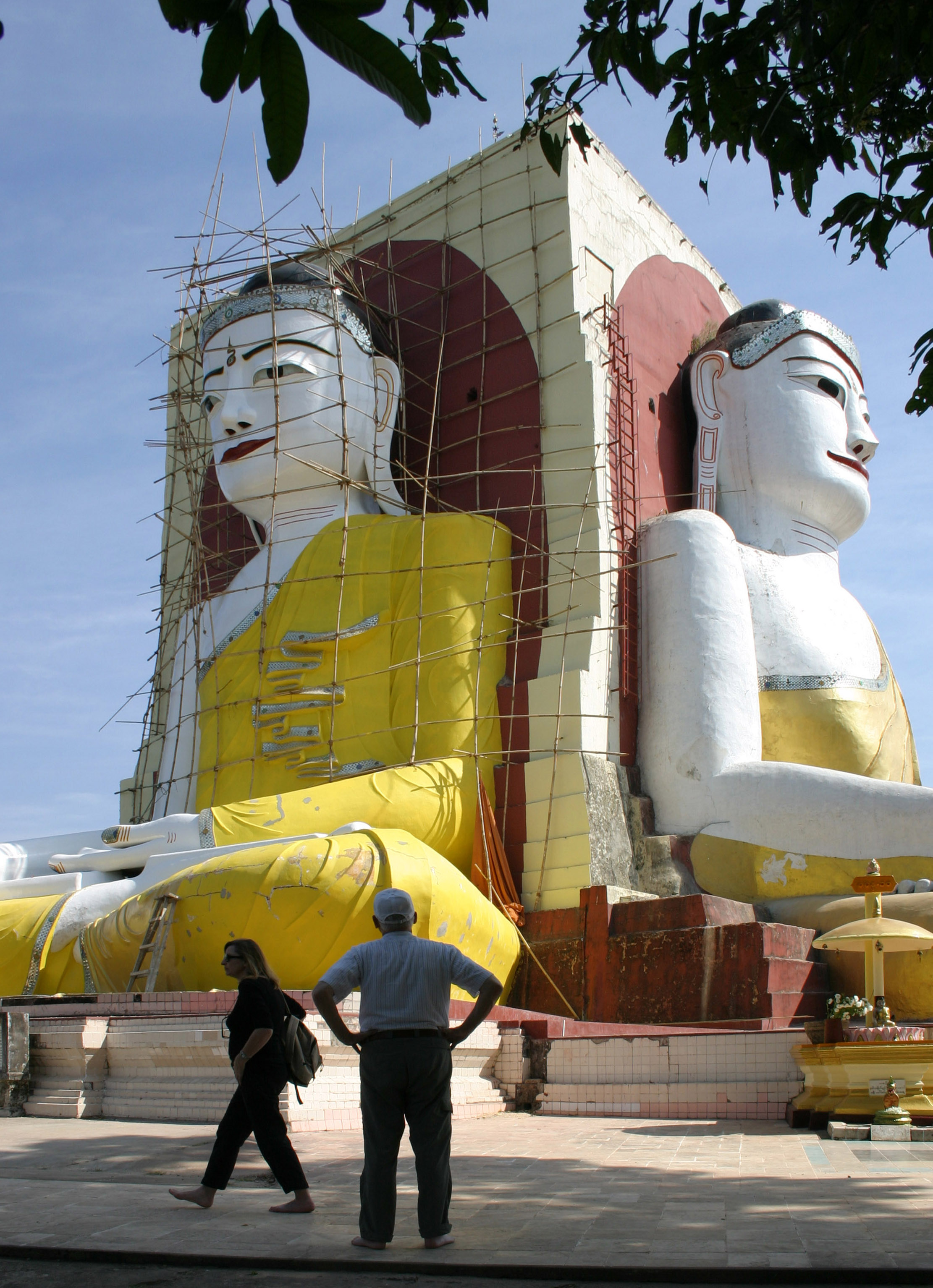
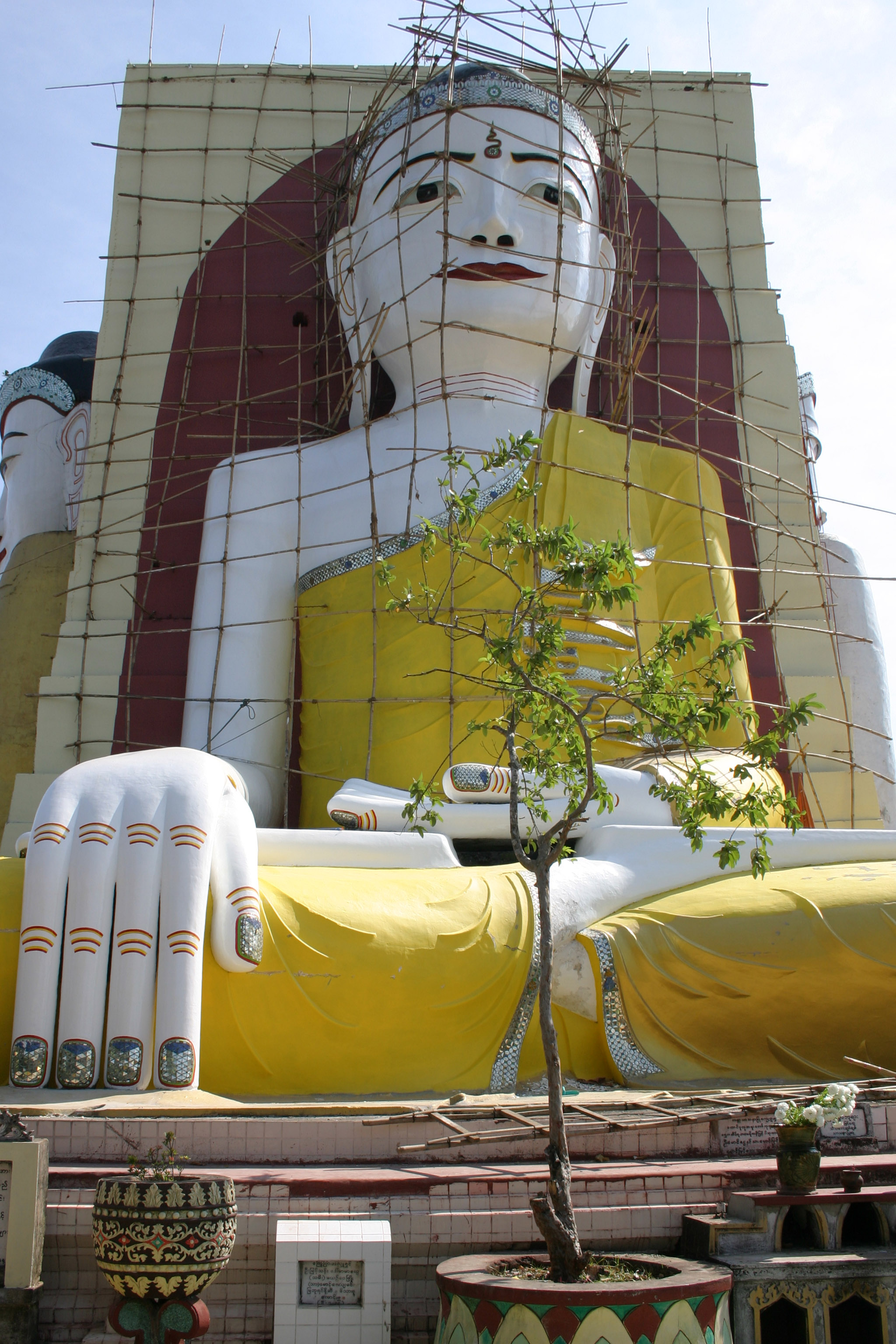
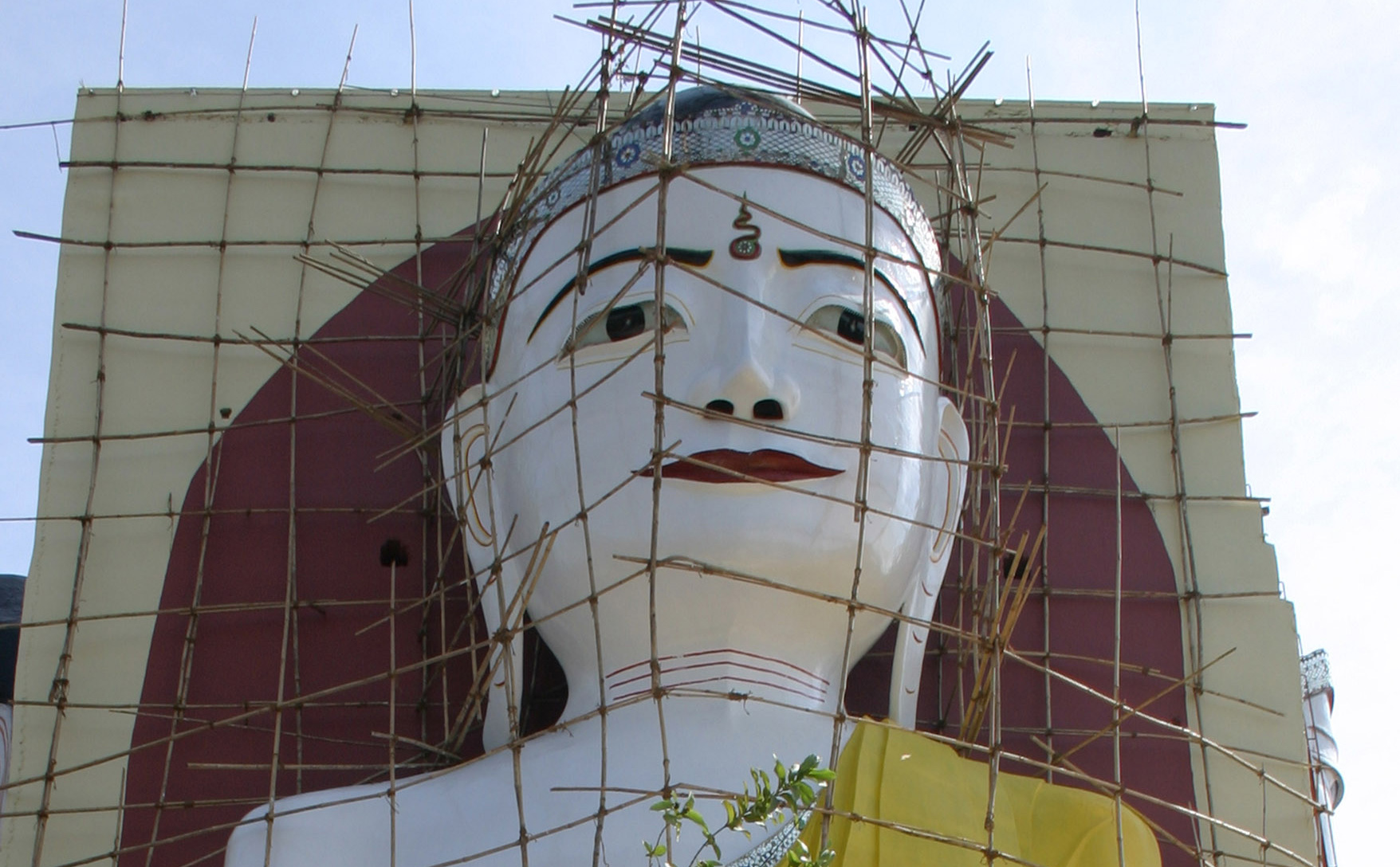
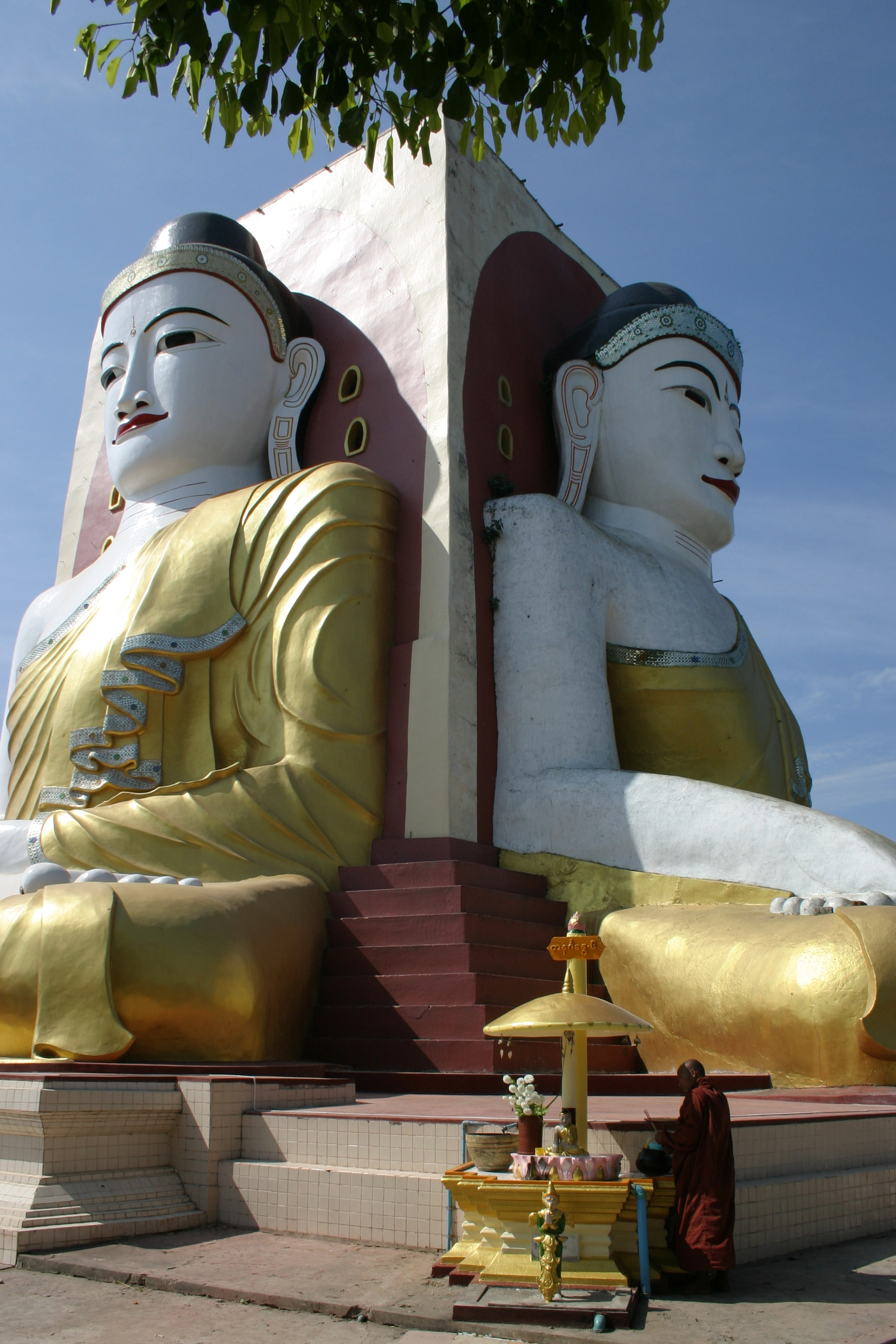
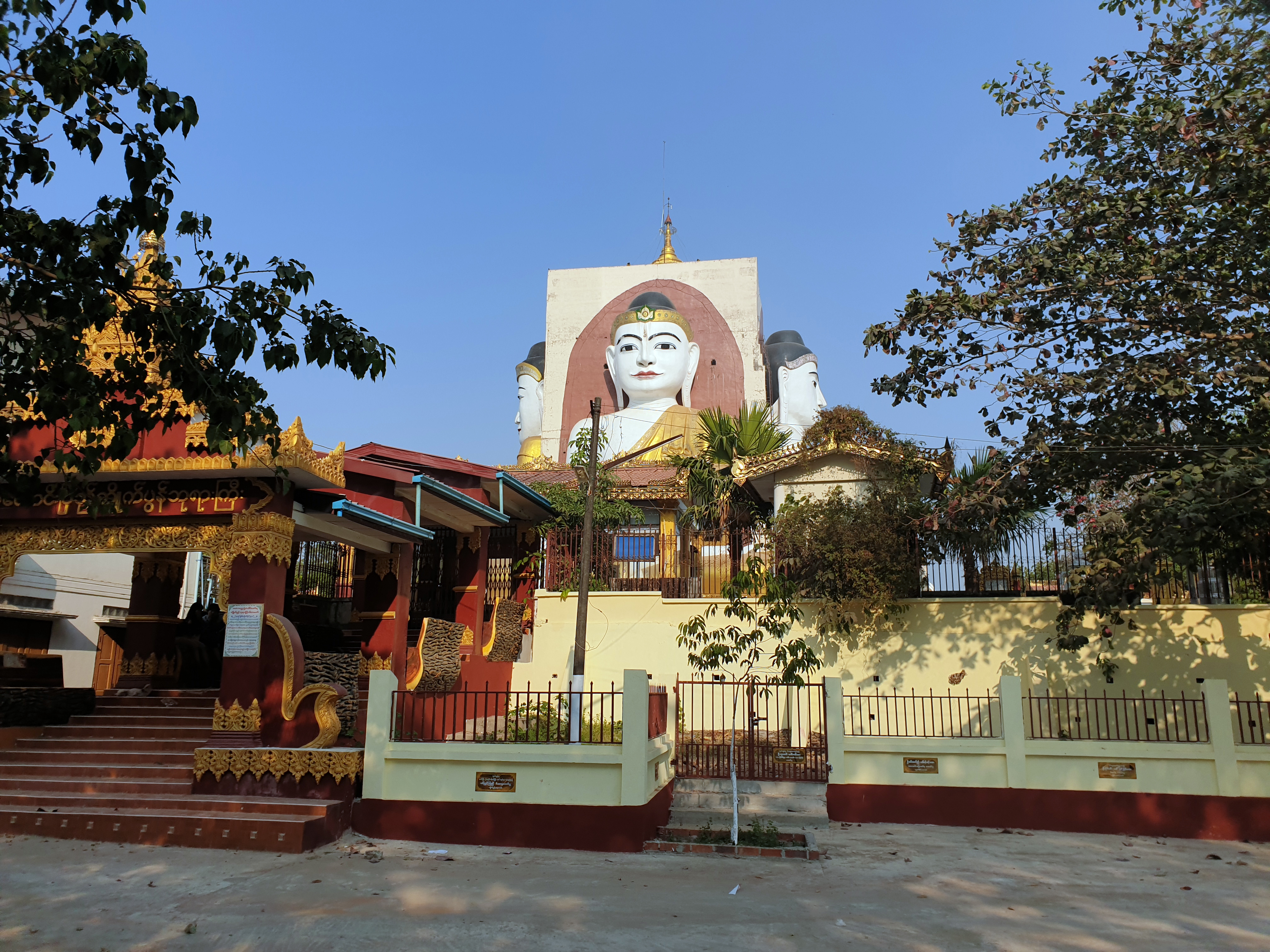
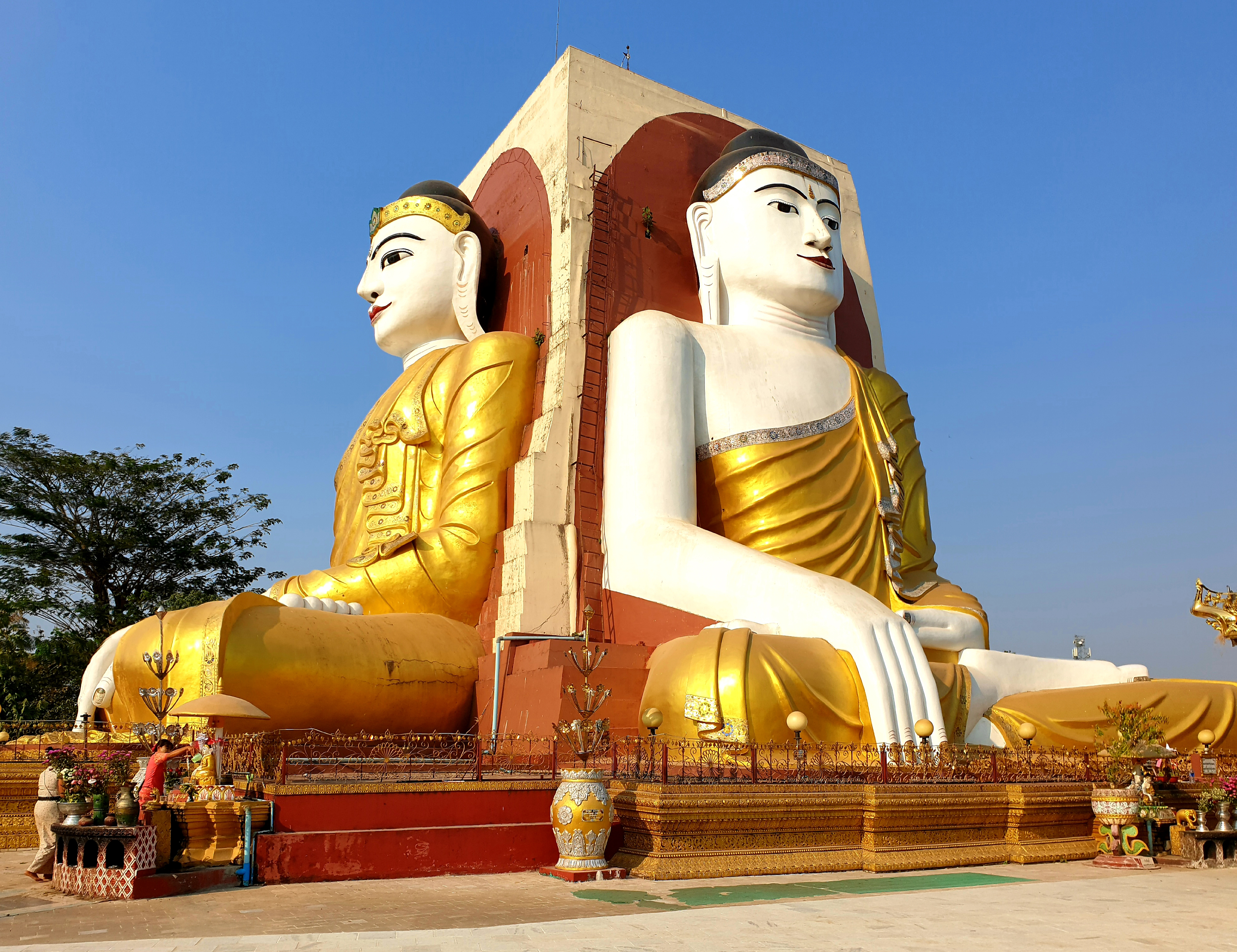